# Tháp đồng hồ

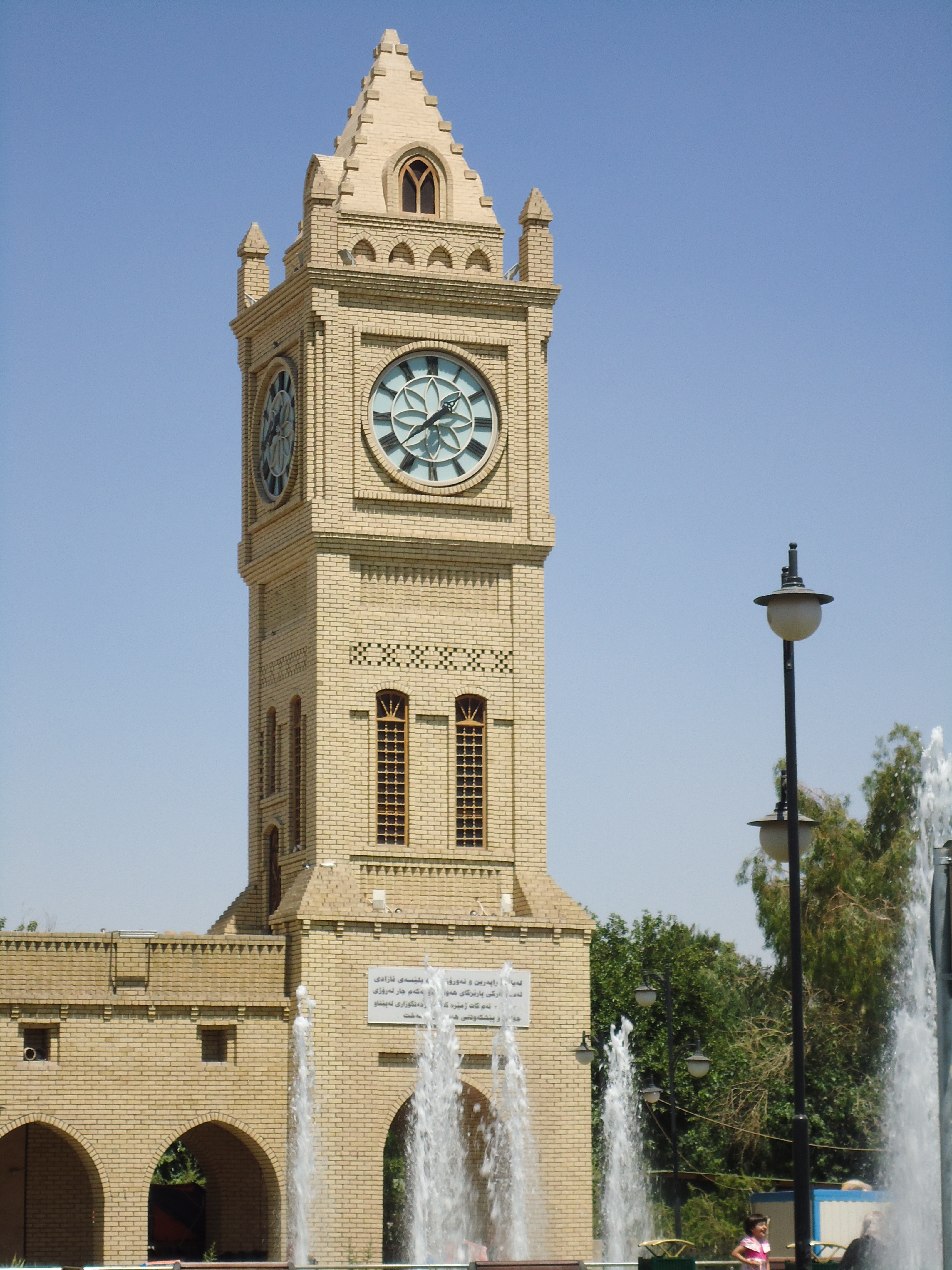
Một tháp đồng hồ ở Erbil, Iraqi Kurdistan

Tháp đồng hồ là một loại công trình cụ thể chứa đồng hồ tháp pháo và có một hoặc nhiều mặt đồng hồ trên các bức tường bên ngoài phía trên. Nhiều tháp đồng hồ là các cấu trúc độc lập nhưng chúng cũng có thể liền kề hoặc nằm trên đỉnh của một tòa nhà khác.
Tháp đồng hồ là một cảnh tượng phổ biến ở nhiều nơi trên thế giới với một số tòa nhà mang tính biểu tượng. Một ví dụ là tháp Elizabeth ở Luân Đôn (thường được gọi là "Big Ben", mặc dù đúng ra tên này chỉ thuộc về tiếng chuông bên trong tòa tháp).

## Định nghĩa
Có nhiều cấu trúc có thể có đồng hồ hoặc mặt đồng hồ gắn liền với chúng và một số cấu trúc đã có đồng hồ được gắn thêm vào chúng. Theo Hội đồng Nhà cao tầng và Môi trường sống đô thị, một tòa nhà được định nghĩa là một tòa nhà nếu ít nhất năm mươi phần trăm chiều cao của nó được tạo thành từ các tấm sàn có diện tích sàn có thể ở được. Các cấu trúc không đáp ứng được tiêu chí này, được xác định là tháp. Một tháp đồng hồ trong lịch sử có thể được định nghĩa là bất kỳ tòa tháp nào được xây dựng cụ thể với một hoặc nhiều (thường là bốn) mặt đồng hồ và có thể là đứng tự do hoặc là một phần của nhà thờ hoặc một thành phố như tòa thị chính. Do đó, không phải tất cả đồng hồ trên các tòa nhà đều biến tòa nhà đó thành một tháp đồng hồ.
Cấu tạo bên trong tòa tháp được gọi là đồng hồ tháp pháo. Nó thường đánh dấu giờ (và đôi khi là các phân đoạn của một giờ) bằng cách phát ra những tiếng chuông hoặc nhạc chuông lớn, đôi khi phát ra những âm thanh hoặc giai điệu âm nhạc đơn giản.

## Lịch sử

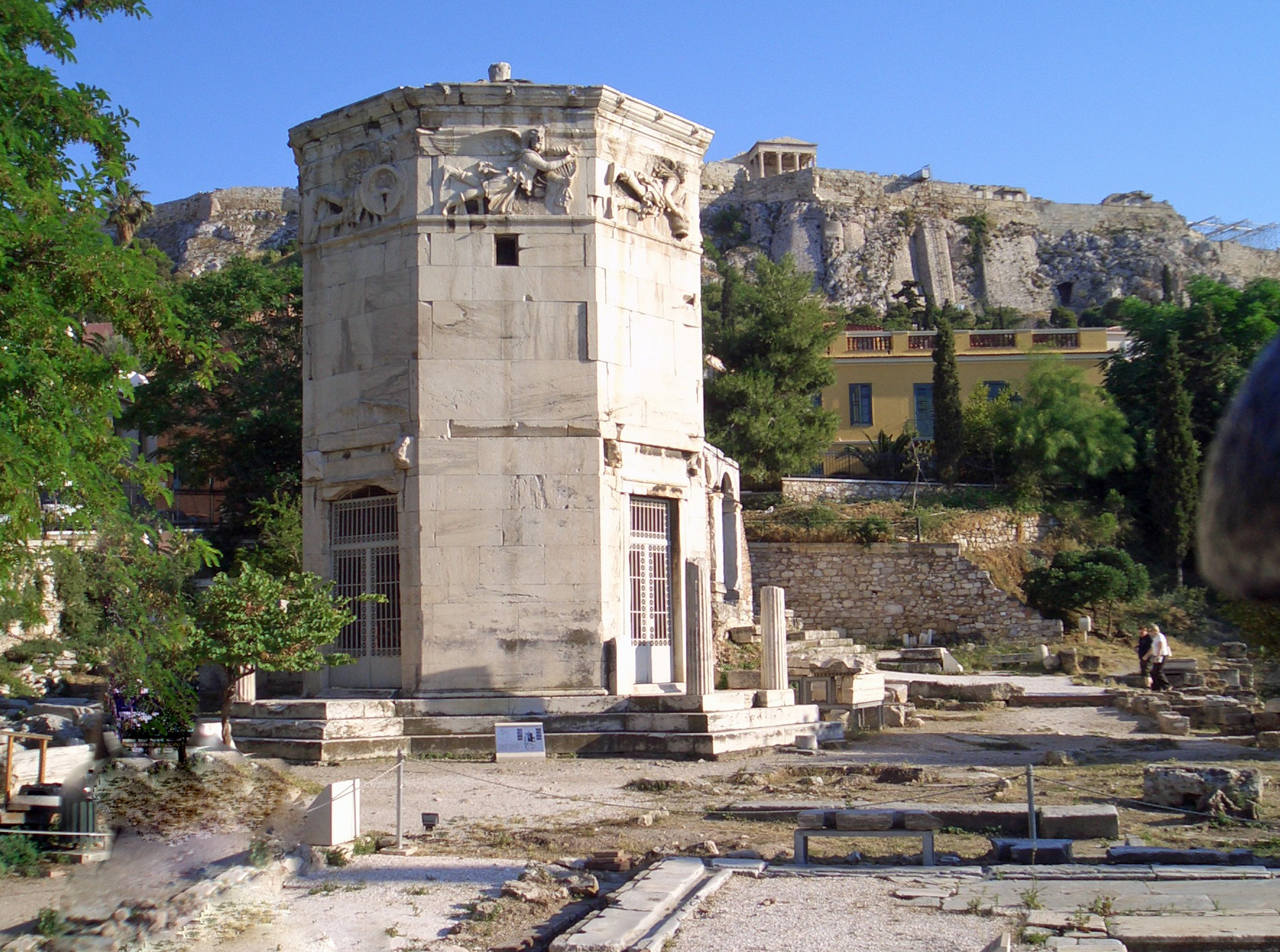
Tháp gió ở Athens, khoảng năm 50 trước Công nguyên

Mặc dù các tháp đồng hồ ngày nay hầu hết được ngưỡng mộ vì tính thẩm mỹ của chúng, chúng đã từng phục vụ một mục đích quan trọng. Trước giữa thế kỷ XX, hầu hết mọi người không có đồng hồ, và trước thế kỷ 18, ngay cả đồng hồ gia đình cũng rất hiếm. Những chiếc đồng hồ đầu tiên không có mặt, chúng chỉ có tiếng chuông để kêu gọi cộng đồng xung quanh làm việc hoặc cầu nguyện. Do đó, chúng được đặt trong các tòa tháp để tiếng chuông có thể nghe được trong một khoảng cách dài. Tháp đồng hồ được đặt gần trung tâm thị trấn và thường là những cấu trúc cao nhất ở đó. Khi các tháp đồng hồ trở nên phổ biến hơn, các nhà thiết kế nhận ra rằng một mặt số đồng hồ ở bên ngoài tòa tháp sẽ cho phép người dân trong thị trấn xem thời gian bất cứ khi nào họ muốn.
Việc sử dụng các tháp đồng hồ đã có từ thời cổ đại. Tháp đồng hồ sớm nhất được biết đến là tháp gió ở Athens bằng đá cẩm thạch có hình bát giác. Trong cấu tạo bên trong của nó, cũng có một chiếc đồng hồ nước, được điều khiển bởi nước chảy xuống từ Acropolis. Vào thời nhà Tống, một tháp đồng hồ thiên văn được Tô Tụng thiết kế và dựng lên tại Khai Phong vào năm 1088, có cơ chế thoát hơi lỏng. Ở vương quốc Anh, một chiếc đồng hồ được đặt trong một tháp đồng hồ, là tiền thân thời trung cổ của Big Ben, tại Westminster, vào năm 1288; và năm 1292, một chiếc đồng hồ đã được đưa vào nhà thờ Canterbury. Đồng hồ tháp pháo lâu đời nhất còn tồn tại đến ngày nay là một phần của tháp đồng hồ nhà thờ Salisbury ở châu Âu, được hoàn thành vào năm 1306; và một chiếc đồng hồ khác được đặt tại St. Albans vào năm 1326, đã cho thấy nhiều hiện tượng thiên văn khác nhau.

## Các địa danh

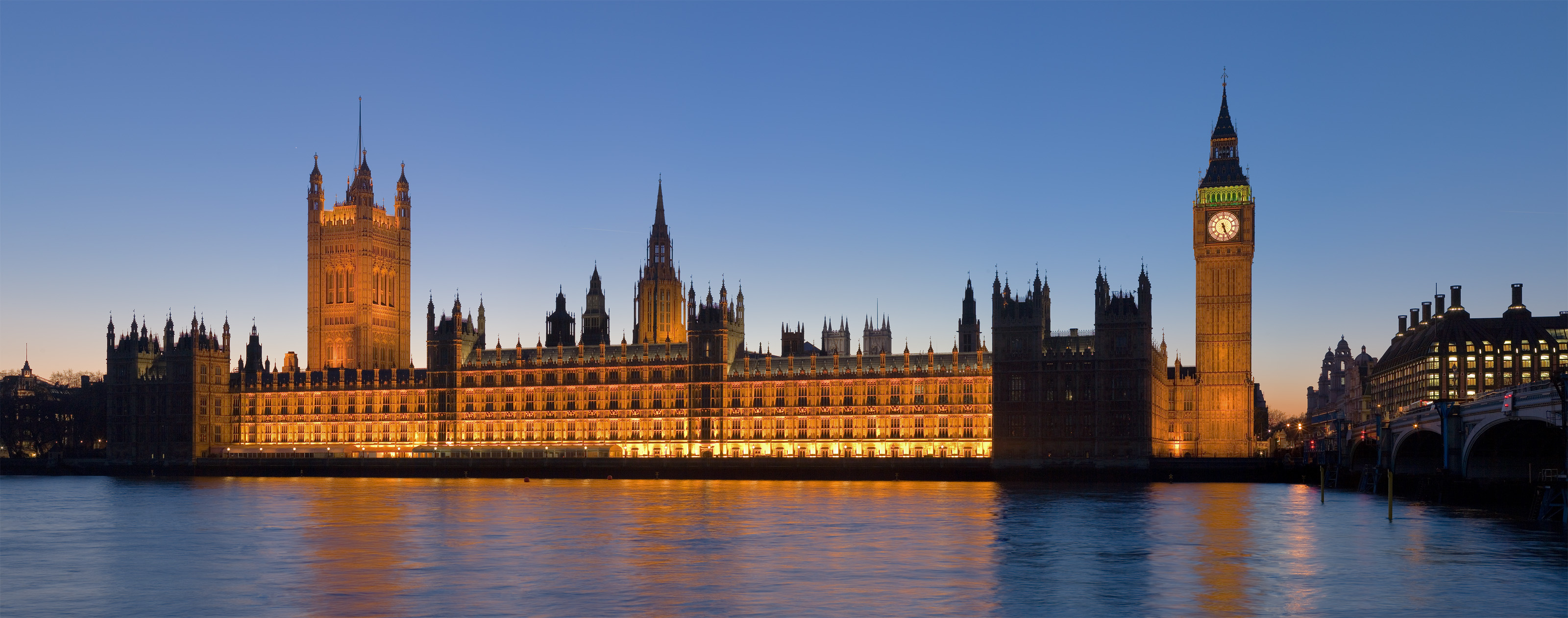
Tháp Elizabeth ở đầu phía bắc (phải) của cung điện Westminster

Một số tháp đồng hồ đã trở thành địa danh nổi tiếng. Những ví dụ nổi bật bao gồm Tháp Elizabeth được xây dựng vào năm 1859, nơi chứa Great Bell (thường được gọi là Big Ben) ở Luân Đôn, tháp của tòa thị chính Philadelphia, tháp Rajabai ở Mumbai, tháp Spasskaya của Kremlin Moskva, Torre dell'Orologio ở quảng trường San Marco ở Venice, Ý và tháp đồng hồ Zytglogge ở thành phố cổ Bern, Thụy Sĩ.

## Thống kê

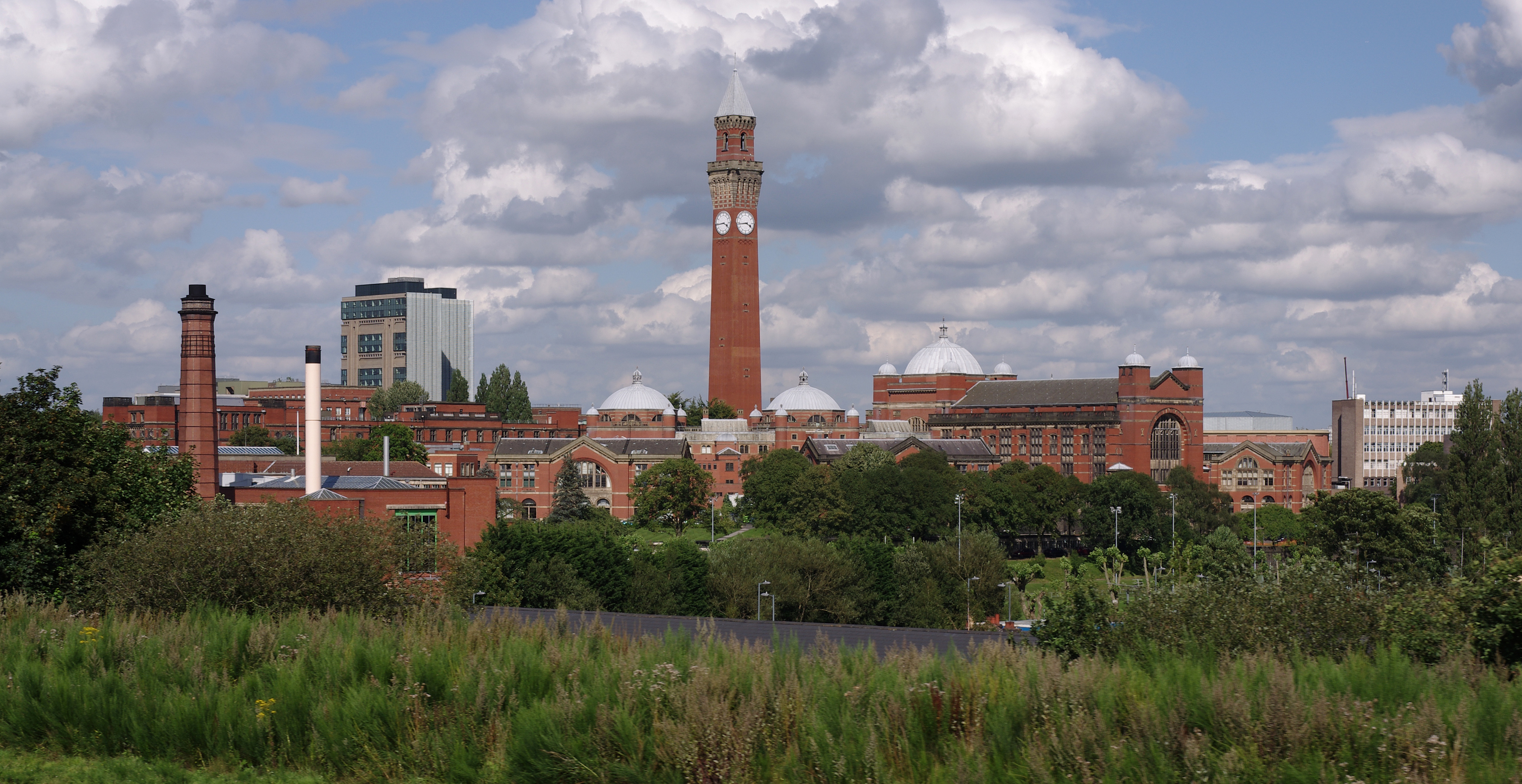
Old Joe ở Birmingham, vương quốc Anh - tháp đồng hồ đứng tự do cao nhất thế giới

Tháp đồng hồ đứng tự do cao nhất thế giới là tháp đồng hồ tưởng niệm Joseph Chamberlain (Old Joe) tại Đại học Birmingham ở Birmingham, vương quốc Anh. Tòa tháp cao 100 mét (330 foot) và được hoàn thành vào năm 1908. Tháp đồng hồ của tòa thị chính Philadelphia là một phần của tòa nhà cao nhất thế giới từ năm 1894, khi tòa tháp bị mất ngọn và tòa nhà bị chiếm đóng một phần, cho đến năm 1908.